# Pauline Bowden
Pauline Lunn Bowden (Sheldahl, 26 aprile 1925 – Nashville, 2 settembre 2014) è stata una cestista statunitense.

## Carriera
Attiva nella AAU, vinse la medaglia d'oro con gli Stati Uniti ai Campionati del mondo del 1953, segnando 64 punti in 6 partite.